# Merefnebef
Merefnebef  – wezyr władcy starożytnego Egiptu Userkare z VI dynastii. 
Piastował tytuły „dziedzicznego księcia”, „prawdziwego przyjaciela króla”, „tego, który ma pieczę nad sekretami w pomieszczeniu porannej toalety władcy”. Szczególnie dużą rolę odgrywał za czasów Userkare, prawdopodobnie władcy – uzurpatora. Miał 4 żony. 
Po przejęciu władzy przez prawowitego władcę Pepiego I kariera Merefnebefa załamała się, a niedługo potem prawdopodobnie zmarł.
Pochowany został w mastabie w Sakkarze, położonej około 100 m na zachód od piramidy Dżesera. Jego zespół grobowy został odkryty w 1997 r. przez polską misję archeologiczną, kierowaną przez prof. Karola Myśliwca, co stało się wielką sensacją archeologiczną, mimo że grobowiec został splądrowany już w okresie Starego Państwa. Odnaleziony tam szkielet Merefnebefa pozwolił ocenić jego wiek w chwili śmierci na około 48 lat.